# Mesechinus orientalis
Mesechinus orientalis és una espècie de mamífer eulipotifle de la família dels erinacèids. És endèmic de l'est de la Xina, una regió força distant de la que ocupen les altres espècies del gènere Mesechinus. Els seus hàbitats naturals són els matollars i els boscos perennifolis subtropicals de frondoses, on generalment viu a altituds d'entre 30 i 700 msnm. Es tracta del representant més petit del seu gènere, amb una llargada de cap a gropa d'aproximadament 19 cm i un pes d'una mica menys de 340 g. El seu nom específic, orientalis, significa ‘oriental’ en llatí i es refereix a la seva distribució dins de la Xina.
Com que fou descobert fa poc, el seu estat de conservació encara no ha estat avaluat. Els seus descobridors no troben que estigui amenaçat.